# Аяїн Брамбелл
Аяїн Брамбелл  (англ. Iain Brambell, 10 листопада 1973) — канадський веслувальник, олімпійський медаліст.

## Виступи на Олімпіадах
| Олімпіада   | Дисципліна                              | Місце |
| ----------- | --------------------------------------- | ----- |
| Сідней 2000 | легка четвірка розстібна без стернового | 7     |
| Афіни 2004  | легка четвірка розстібна без стернового | 5     |
| Пекін 2008  | легка четвірка розстібна без стернового | 3     |